# Радуйся, Маріє

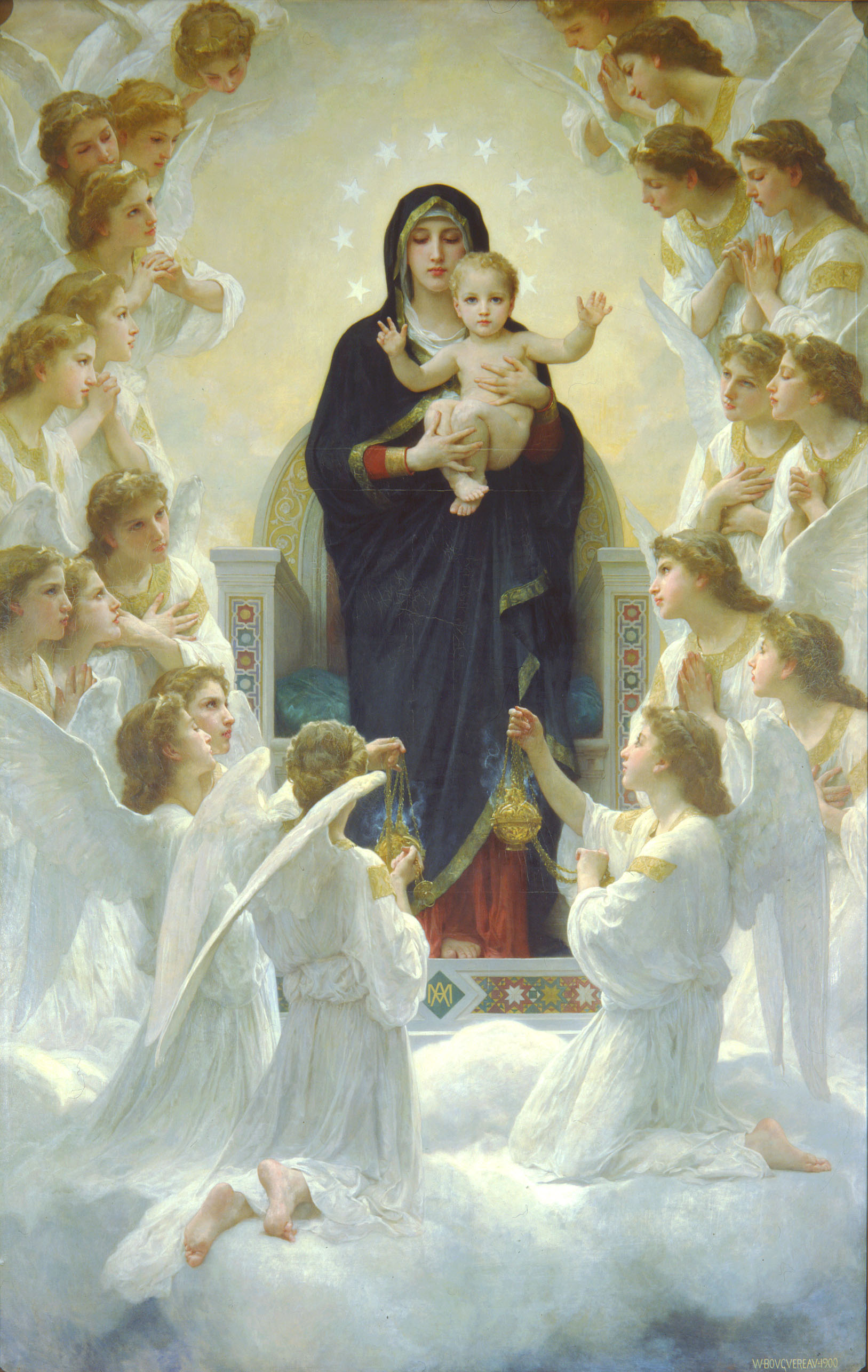
Буґеро: Діва Марія та ангели.

«Радуйся, Маріє», або «Аве Марія» (грец. Άβε Μαρία; лат. Ave Maria) — у християнстві основна молитва до Діви Марії. Починається зі слів, якими архангел Гавриїл привітав Богородицю у день Благовіщення. Найпоширеніша молитва у католицькому світі після молитви «Отче наш». Сягає корінням до XII століття. У сучасній формі записана в молитовниках, починаючи з XV століття. Первісно була формою привітання серед християн. Під час Реформації практикувалася лише приватно. Читалася у годину смерті, як прохання до Діви Марії про заступництво перед Богом. Складова молитви на розарії та молитви «Ангел Господній». Також — «А́нгельське Привіта́ння» (лат. angelico salutatio). У грецькій і церковнослов'янській версії — «Богородице Діво, радуйся» (грец. Θεοτόκε Παρθένε, χαῖρε, церк.-слов. Богородице Дѣво, радуйсѧ).

## Молитва

### Західна традиція
| Латинська | Українська | Грецька |
| --- | --- | --- |
| Ave Maria, gratia plena, Dominus tecum. Benedicta tu in mulieribus, et benedictus fructus ventris tui, Iesus. Sancta Maria, Mater Dei, ora pro nobis peccatoribus, nunc et in hora mortis nostrae. Amen. | Радуйся, Маріє, благодаті повна, Господь з Тобою. Благословенна ти між жінками, і благословенний плід лона твого, Ісус. Свята Маріє, Мати Божа, молись за нас, грішних, нині та в годину смерті нашої. Амінь. | Χαῖρε κεχαριτωμένη Μαρία, Ὁ Κύριος μετά Σου. Εὐλογημένη σὺ ἐν γυναξί, καὶ εὐλογημένος ὁ καρπὸς τῆς κοιλίας σου, Ἰησοῦς. Ἁγία Μαρία, Μῆτερ τοῦ Θεοῦ, προσεύχου ὑπὲρ ἡμῶν τῶν ἁμαρτωλῶν νῦν καὶ κατὰ τὴν ὥραν τοῦ θανάτου ἡμῶν. Ἀμήν. |

### Східна традиція
| Українська | Грецька | Церковнослов'янська |
| --- | --- | --- |
| Богородице Діво, радуйся, Благодатна Маріє Господь з тобою. Благословенна Ти в жонах. і благословен плід утроби Твоєї бо Ти породила Спаса душ наших. | Θεοτόκε Παρθένε, χαῖρε, κεχαριτωμένη Μαρία, ὁ Κύριος μετὰ σοῦ. εὐλογημένη σὺ ἐν γυναιξί, καὶ εὐλογημένος ὁ καρπὸς τῆς κοιλίας σου, ὅτι Σωτῆρα ἔτεκες τῶν ψυχῶν ἡμῶν. | Богородице Дѣво, радуйсѧ, Благодатна Маріє Господь съ Тобою: благослове́на Тъи въ жена́хъ, и благослове́нъ плодъ чрева Твоєгω якω Спа́са родила́ єси́ душъ нашихъ. |

## В музиці

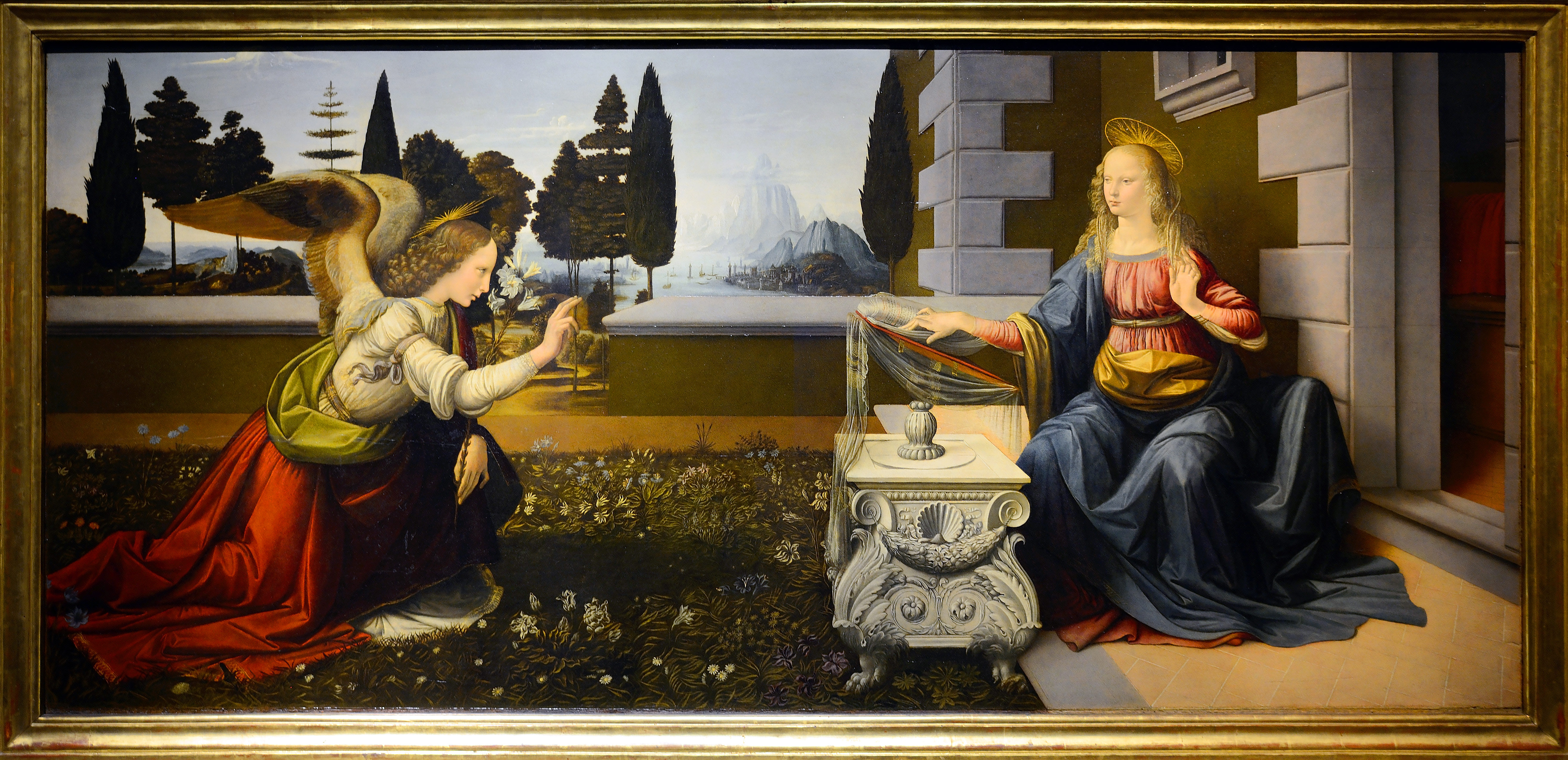
Благовіщення (Леонардо да Вінчі)

На текст молитви написано багато музичних творів. Серед авторів музики Палестрина, Гуно (на основі прелюдії Баха), Дворжак, Верді, Масканьї, Вавілов (приписується Каччіні), Ліст, Сен-Санс, Мирослав Волинський.
Твір Франца Шуберта «Третя пісня Еллен» часто неточно називають «Ave Maria Шуберта», хоча насправді його текст, узятий з німецького перекладу поеми Вальтера Скотта «Діва озера» (1810 р.), включає лише перші два слова цієї молитви. Згодом «Радуйся, Маріє» цілком стали співати на музику цієї пісні Шуберта, хоча композитор і не передбачав цього.
В сучасній музиці «Радуйся, Маріє» звучала у виконанні безлічі співаків та гуртів, серед яких: Roberto Loreti, Il Divo, Чет Аткінс, Тар'я Турунен, Бейонсе, Мілен Фармер, Селін Діон, Blondie, Ногу свело!, The Cranberries, Олександр Грін, In Extremo, Gregorian, Слот, Великий дитячий хор Всесоюзного радіо та Центрального телебачення, Floor Jansen та ін.